# 拉隆寺
拉隆寺，藏语称“拉隆贡巴”（威利转写：lha lung dgon pa）位于中國西藏自治区山南市洛扎县，是一座藏传佛教格鲁派寺院。

## 历史
拉隆寺位于山南市洛扎县扎日乡洛扎努曲河北岸，东距洛扎县城20公里，坐落在一片开阔的河谷台地之上，海拔3700米，洛扎努曲在拉隆寺前向东流去。该寺面河背山，坐北朝南偏东方向，寺周围古树繁茂。
传说，拉隆寺起初和松赞干布时期兴建的镇魔寺有关。吐蕃末期刺杀赞普朗达玛的僧人拉隆·白吉多吉便是该寺的注册僧人，宗教神舞中的“黑帽神供献神饮”舞，便是根据该史事发源于拉隆寺。根据拉隆寺志记载，藏历第三绕迥木猪年（1155年），都松钦巴正式兴建拉隆寺，使其成为洛扎地区知名的噶玛噶举派道场。16世纪中叶，噶举派学者巴卧·祖拉陈瓦对拉隆寺加以修缮，形成了如今的格局。根据拉隆寺志记载，巴卧·祖拉陈瓦按照坛城的形状布置该寺格局，他圆寂之后，寺院开始活佛转世制度。
拉隆寺从建寺开始，便经常派僧人赴中国内地朝廷进贡，该寺的大门上也曾悬有明朝皇帝所赐的横匾，寺院壁画中也有明显的中国内地青绿山水画风格的影响。
到第三世活佛崔称多吉时，五世达赖将拉隆寺改宗格鲁派，并且为该寺册封了庄园、土地、属民。该寺寺志引用封文称：“凡是太阳可以照到的地方，凡是有流水的地方，凡是有牧草生长的地方，都是拉隆寺权势可济的领地。”根据见过此封文的老僧人称，封文是用藏文、汉文两种文字书写，盖有五世达赖及中国内地皇帝的印章。
自五世达赖时期之后，虽然拉隆寺改宗格鲁派，但其噶举派传承仍然存在，所以寺内便有了五个不同的转世活佛系统，以分管该寺在不丹、康区、后藏等地的教务。拉隆寺主持活佛实行金瓶掣签，并在中国内地中央政府及西藏噶厦处备案。
21世纪初，该寺仍然属于格鲁派寺院，但同时也有噶举派和宁玛派的教法传承，各派均有一名活佛传承。每年藏历五月，在拉隆寺举办跳神活动时，都会有从不丹专程赶来的商人云集。

## 建筑
拉隆寺建筑群位于一座不规则且略微呈“亚”字形的长方形大院之中，大院围墙东西宽约120米，南北长约200米，寺院围墙是二层空心建筑，墙头以小佛塔作顶，墙体通高6.5米（其中小佛塔高2.1米）、宽1.8米。
拉隆寺的经堂主殿一层内，立有二十根立柱，立柱上方顶着一排排木构斗拱，斗拱的式样各有不同：有的为十字形，有的为一字形；有的斗拱为单层，有的斗拱由三层斗拱重垒而成，还有的斗拱是在十字形斗拱上再承接一层一字形斗拱。斗拱各个拱翼上，绘有佛像、团花、卷草、莲荷等图案，斗拱顶端有的还用梵文兰查体描金钩写吉祥语。
主殿一层的四壁有色彩鲜艳的壁画，其中一幅壁画绘有该寺历史上的高僧及祖师传承，这些人物神态安详，有的正坐，有的侧坐，均身着红色袈裟，头上有的戴黑色镶金边僧帽，有的戴红色僧帽，均为噶举派僧人的衣着特征。该壁画中有位高僧居于壁画中心，在红色僧衣外披有一件白地红花外袍，可能是拉隆寺历史上的知名活佛。从一层沿陡峭的木质楼梯可登上二层。
主殿二层的四壁也绘有壁画。其中一幅拉隆寺全景图壁画，用色清淡，全景式描绘了拉隆寺鼎盛时期各个殿堂、僧人修行处，壁画风格与汉地的青绿山水画很相似。
从主殿二层向上，可登上该寺最高的金顶，眺望周围的山水及村落。
主殿西侧为喜珠拉康（又译“写追拉康”），是由不丹王室专门拨出资金修建，为四柱殿堂，专供不丹王国的僧人来此做法事。喜珠拉康内的壁面并非绘制壁画，而是用大批石刻贴在墙上，形成了“立体壁画”，其中的石刻骷髅最有特色。壁画上雕刻有佛、菩萨、祖师、弟子等形象，周围环绕着青山绿水及树林，后世给石刻涂绘了彩色。